# Valle de Hornacinos
El Valle de Hornacinos, que debe su nombre al arroyo de Hornacinos, está situado en el extremo sur de la provincia de Salamanca y ocupa una superficie de 500 ha.  

## Geografía política
Administrativamente pertenece a los municipios de Lagunilla y El Cerro (Salamanca) y limita al sur con la provincia de Cáceres, concretamente con el término municipal de Zarza de Granadilla. 

## Geografía física
Es un valle abierto en forma semicircular, encajonado entre las sierras de El Cerro (Salamanca) y de Lagunilla (estribaciones de las sierras de Béjar y de Gredos). Al norte se sitúa la Meseta Norte, mientras que al sur se extiende la llanura extremeña. 
Las pendientes de las 500 ha del valle se extienden de norte a sur, con un desnivel del terreno que pasa de más de 1000 m a 500 m. Debido a la deposición de sedimentos las pendientes más fuertes se encuentran al principio del valle, suavizándose hacia el final. 
Las cumbres del Valle de Hornacinos son El Buitre (1228 m) y El Pizarral (1087 m).

## Geología
La formación del valle está estrechamente vinculada a la historia geológica de la sierra de Gredos, debido a su ubicación entre la Meseta Norte y la llanura extremeña.
En la parte alta del valle predominan diferentes tipos de materiales, destacando la presencia de grandes canchales de granito en la zona oriental mientras que predomina la pizarra en la parte occidental, siendo el valle una frontera natural entre los distintos tipos de materiales. A su vez, en las partes bajas del valle se encuentran áreas con sedimentos acumulados por gravedad.
Los materiales más antiguos del valle son los granitos y pizarras de las partes altas que corresponden a la era primaria, al formar parte de la meseta norte. Por otro lado, el relieve se originó durante el terciario como resultado de la orogénesis alpina, siendo modelado posteriormente por las últimas glaciaciones en el cuaternario.

## Hidrología
El valle presenta varios arroyos, casi secos en verano y caudalosos en invierno. El más importante da nombre al valle, arroyo de Hornacinos, y desagua en la llanura extremeña. Otros arroyos próximos son El Pizarral, Hornacinas, Valdelamatanza o Carpio que  recorren las vertientes de la sierra de Lagunilla.
En el municipio de Aldeanueva del Camino (Cáceres) se encuentra la presa de La Maside que da salida al embalse del mismo nombre.

## Clima
El valle se caracteriza por tener un clima muy suave, dentro del contexto de su ubicación en las estribaciones de la Sierra de Béjar (Gredos). El valle se encuentra en la parte baja de los municipios de Lagunilla y El Cerro, donde la diferencia de temperatura entre la zona más alta y la zona baja suele ser unos 5 °C.
Su clima es continental, con precipitaciones en invierno y períodos de sequía en verano. La nieve, aunque presente, lo hace cada vez con menor frecuencia y por pocos días al año.

## Flora
Actualmente, en el valle predomina el olivo, introducido entrópicamente en la zona desde la época romana, al igual que el eucalipto, el pino y el castaño en la parte alta. Por otra parte, también están presentes la encina y el roble, autóctonos del lugar.

## Fauna
Los reptiles habituales son culebras, víboras y lagartos, encontrándose también algunos anfibios, como sapos y salamanquesas. Respecto a las aves hay mayor variedad con águilas, buitres, perdices, y golondrinas entre otras. Entre los mamíferos cabe destacar la presencia de jabalíes, zorros, gatos monteses y ciervos.

## Anatropismo
En el valle propiamente dicho solo se encuentra el caserío de Hornecinos, perteneciente al municipio de El Cerro, mientras que en el extremo exterior del valle, al sureste, por donde discurre el arroyo de Hornacinas, se ubica  el pueblo de Valdelamatanza, también perteneciente al municipio de El Cerro (Salamanca). 

## Historia
Debido al microclima favorable la presencia humana en el valle se remonta al menos a la época prerromana, donde hubo asentamientos vetones, demostrado por los distintos túmulos sepulcrales datados entre los siglos IV y III a.c, hallados en diferentes yacimientos arqueológicos. Es destacable la existencia de un castro de triple trinchera en la cima de La Cabeza del Castillo (El Cerro, Salamanca). En la finca El Bardal se ha encontrado una lápida de 60 x 40 x 25 cm, con inscripciones en latín clásico:
1. ACPVLSO IUS
2. ONTIVS
3. PRIMI. F. ENTUS
4. POS.

Se ha especulado sobre el contenido de dichas inscripciones. Una interpretación sería: "Reconocido a Júpiter se la dedica Ento, hijo de Primo". Según esto, podría tratarse del templo dedicado a Júpiter que se encontraba en la ciudad de Caparra, según Huber. Otra posibilidad, según J.M. Blázquez, es que podría tratarse de inscripciones prerromanas, ya que ACPULSOIUS fue una divinidad vetona de los DII Minores.
1. ACPVLSO IA
2. ONTICVS PRIMI F(ILIUS)
3. ENTVS P(OSVIT)
4. ONCIO ENTO, HIJO DE PRIMO, PUSO ESTE ALTAR AL DIOS ACPVLSOIO

También se han encontrado restos de al menos dos núcleos romanos, en las fincas El Bardal y La Torrecilla. Fuentes con inscripciones latinas, vasijas, tejas y monedas, demuestran la presencia romana. El valle se encuentra en las proximidades de las termas romanas de Baños de Montemayor, entre las ciudades de Caparra y Salamanca, por donde transcurre la Vía de la Plata por el valle contiguo al este.
Durante la época musulmana se ha documentado la presencia humana en el valle, incluso el paso de Almanzor por la zona arrasando la vega en el año 977 frente a los generales cristianos Bernardo del Carpio, Caserito Casal y Manuel Izquierdo. Esta batalla, que duró tres días y tres noches, que llegó a teñir de rojo el arroyo Carpio por la sangre de los caídos, dio nombre de Valdelamatanza a esta zona del valle. Finalmente la reconquista acaba el 14 de septiembre de 1022, con la gran batalla entre 30 000 cristianos frente a 48 000 musulmanes, siendo estos últimos derrotados. Los nuevos musulmanes conversos subían del valle de Hornecinos a la Ermita de Santa Ana, en Lagunilla.
Durante la Edad Media la zona fue repoblada progresivamente. En 1273 el rey Alfonso X el Sabio creó el Concejo de las Mestas, otorgando derechos de paso a los rebaños pastoriles y estableciendo la Real Cañada Soriana de Merinas. Su variante, conocida como el Cordel de Merinas, atraviesa el valle de Hornacinos de norte a sur.
Además la región sufrió saqueos durante la invasión napoleónica en el siglo XIX.
Finalmente la abundancia agrícola, la densidad de los bosques y el clima favorable ofrecieron refugio a perseguidos tras la guerra civil española. Aún hoy se conserva un lugar denominado La caseta del Maqui.